# Klokoč (Słowacja)
Klokoč – wieś (obec) na Słowacji położona w kraju bańskobystrzyckim, w powiecie Detva. Pierwsze wzmianki o miejscowości pochodzą z roku 1786. 
Według danych z dnia 31 grudnia 2012, wieś zamieszkiwało 510 osób, w tym 274 kobiety i 236 mężczyzn.
W 2001 roku rozkład populacji względem narodowości i przynależności etnicznej wyglądał następująco:
- Słowacy – 99,13%
- Niemcy – 0,22%
- Węgrzy – 0,22%

Ze względu na wyznawaną religię struktura mieszkańców kształtowała się w 2001 roku następująco:
- Katolicy rzymscy – 89,78%
- Ewangelicy – 7,17%
- Ateiści – 2,61%
- Nie podano – 0,43%